# Christian Elsen
Christian Elsen (* 1. Januar 1966) ist ein ehemaliger luxemburgischer Radrennfahrer und nationaler Meister im Radsport.

## Sportliche Laufbahn
Elsen war im Straßenradsport aktiv.
Er gewann 1986 die nationale Meisterschaft im Straßenrennen der Amateure vor Fernand Sand. 1987 wurde er Dritter im Meisterschaftsrennen, als Pascal Kohlvelter den Titel holte. 2002 wurde er Dritter im Grand Prix François Faber. 
Elsen startete für den Verein VS Dommeldange.